# Shrill
Shrill es una serie de comedia estadounidense desarrollada por Aidy Bryant, Alexandra Rushfield y Lindy West, basada en el libro de West titulado Shrill: Notes from a Loud Woman. La serie se estrenó el 15 de marzo de 2019 en Hulu, y tiene a Bryant en el papel principal.
En abril de 2019, la serie fue renovada para una segunda temporada que se estrenó el 24 de enero de 2020. En marzo de 2020, la serie fue renovada para una tercera temporada de ocho episodios, que más tarde se confirmó que sería la última temporada; fue lanzada el 7 de mayo de 2021.

## Premisa
Shrill sigue a "Annie, descrita como una joven gorda que quiere cambiar su vida, pero no su cuerpo. Annie está intentando hacerse un nombre como periodista mientras lidia con novios problemáticos, padres enfermos y un jefe perfeccionista, mientras el mundo a su alrededor la considera no lo suficientemente buena debido a su peso. Ella comienza a darse cuenta de que es tan buena como cualquier otra persona y actúa en consecuencia".

## Elenco y personajes

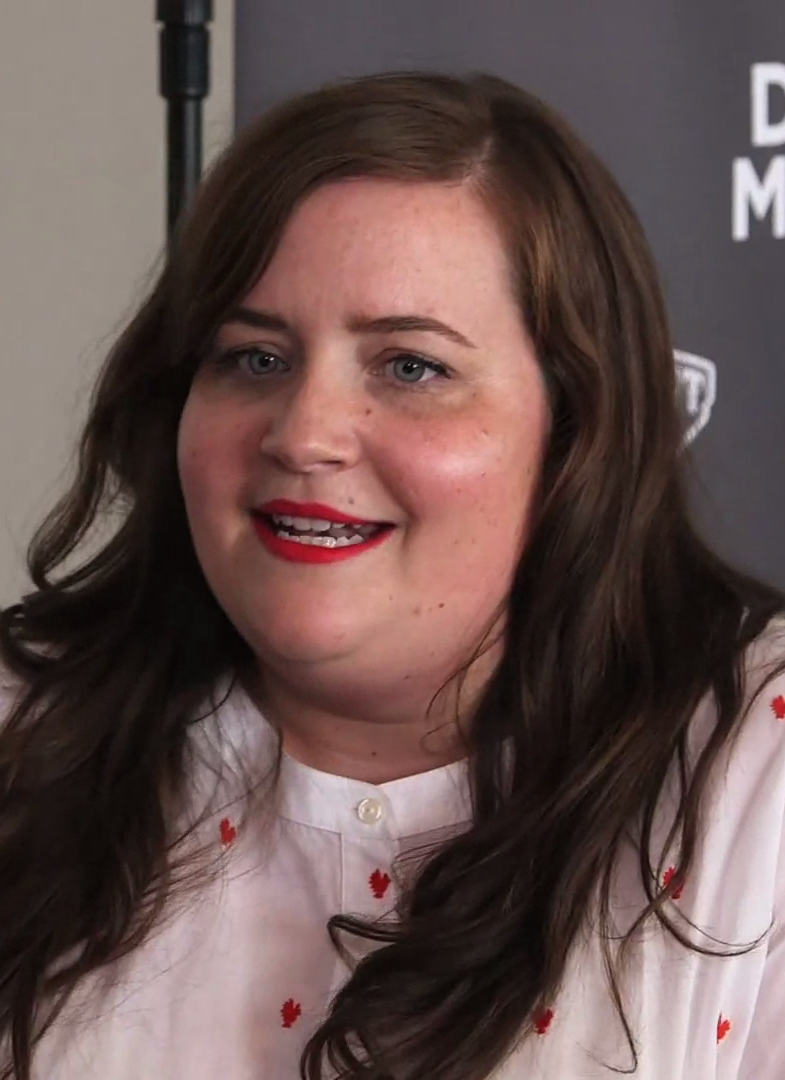
Aidy Bryant

### Principales
- Aidy Bryant como Annie Easton, la protagonista principal. Annie es periodista en The Thorn, ascendida desde la edición del calendario en el primer episodio, y está en sus finales de los 20 años. Es muy inteligente y optimista, aspira a hacerlo bien y siempre intenta resolver los problemas que enfrenta en la vida.
- Lolly Adefope como Fran, la mejor amiga de Annie desde la universidad que creció en el Reino Unido, viven juntas y tienen un perro juntas, Bonkers. Fran sale con mujeres. Su hermano, Lamar, ha estado enamorado de Annie durante años. Pero él vive en Londres.
- Luka Jones como Ryan, uno de los novios de Annie. Ryan trabaja en una ferretería y es bastante perezoso, aunque cuando se esfuerza puede ser inteligente. (temporadas 1-2; recurrente en la temporada 3)
- John Cameron Mitchell como Gabe Parrish, el jefe de Annie y el editor en jefe de The Thorn y un antiguo cantante punk. Al principio fue retratado como un antagonista y enemigo de Annie en la temporada 1, desde entonces han llegado a mejores términos. Escribe una memoria sobre su primeros años y los comienzos de The Thorn en la tercera temporada. Gabe tiene un esposo.
- Ian Owens como Amadi, un amigo cercano de Annie. Amadi trabaja con Annie en The Thorn y es ascendido a director de recursos humanos en la segunda temporada.
- Patti Harrison como Ruthie, la recepcionista de The Thorn (temporada 2; recurrente en las temporadas 1 y 3).

### Recurrentes
- Julia Sweeney como Vera Easton, la madre de Annie. Vera es dominante y constantemente trata de resolver los problemas de su hija ella misma, sin embargo, luego comienza a tratar a Annie como a una adulta. Vera está bajo mucho estrés debido a que su esposo tiene cáncer, por lo que a veces se desquita con Annie, pero la quiere.
- Daniel Stern como Bill Easton, el padre de Annie. Bill es menos controlador que Vera y se muestra como torpe y tonto, se preocupa profundamente por su hija y su esposa y tiene una relación cercana con Fran.
- Sean Tarjyoto como Angus, un reportero en The Thorn que es amigo de Annie y Amadi.
- Scott Engdahl como Andy, un reportero mayor en The Thorn que admira a Gabe, a pesar de que Gabe lo trata como una verdadera molestia. Se revela en el episodio de la segunda temporada "Skate" que lleva una doble vida como productor y DJ de EDM, bajo el seudónimo "DJ Pussyhound".
- Dana Millican como Kim, una reportera en The Thorn (temporada 1)
- Jo Firestone como Maureen, una fotógrafa en The Thorn que admira mucho a Annie y se convierte en una amiga más cercana a medida que avanza el programa.
- Conner O'Malley como Reggie, un chico de distribución en The Thorn.
- Tommy Snider como Mike, el hermano menor y compañero de cuarto de Ryan (temporada 1; invitado en las temporadas 2 y 3)
- Michael Liu como Pete, amigo de Ryan, excompañero de trabajo y compañero de cuarto (temporada 1; invitado en la temporada 2)
- Gary Richardson como "Calendar" Cody, el nuevo editor de calendario en The Thorn que es popular entre el personal. (temporadas 2-3)
- E. R. Fightmaster como Emily, o Em, la pareja romántica de Fran. Comienzan a salir al final de la temporada 2 debido a que confiesan sus sentimientos mutuos, sin embargo, comienzan a tener problemas en la relación cuando Fran no quiere mudarse con ellos (temporadas 2–3).
- Illeana Douglas como Sheila Branch, la editora de The Thorn (temporadas 2–3)
- Anthony Oberbeck como Nick Powell, un ilustrador de The Thorn (temporada 3; invitado en la temporada 2)
- Cameron Britton como Will Nolan, uno de los novios de Annie que también es el mejor amigo de Amadi (temporada 3). Will está separado de su esposa Mikayla, con quien ha estado saliendo desde la secundaria.

## Episodios
| Estación | Episodios | Episodios | Publicado originalmente | Publicado originalmente |
| -------- | --------- | --------- | ----------------------- | ----------------------- |
| 1        | 6         | 6         | 15 de marzo de 2019     | 15 de marzo de 2019     |
| 2        | 8         | 8         | 24 de enero de 2020     | 24 de enero de 2020     |
| 3        | 8         | 8         | 7 de mayo de 2021       | 7 de mayo de 2021       |

### Temporada 1 (2019)
| No. en general | No. en temporada | Título     | Dirigido por        | Escrito por                                               | Fecha de lanzamiento original |
| --- | ---------------- | ---------- | ------------------- | --------------------------------------------------------- | ----------------------------- |
| 1 | 1                | "Annie"    | Jesse Perez         | Guión de : Aidy Bryant , Alexandra Rushfield y Lindy West | 15 de marzo de 2019           |
| Annie, la editora asistente de calendario de un periódico, es rechazada por su jefe Gabe cuando le pide encargarse de una historia real. Ella va a la casa de Ryan y, después del sexo, él le pide que salga por la puerta trasera para no encontrarse con sus compañeros de cuarto. Más tarde, descubre que está embarazada y luego descubre que la píldora del día después, de la que depende, no funciona en mujeres que pesan más de 175 libras. Su compañera de cuarto Fran acompaña a Annie a abortar. Luego, Annie rompe con Ryan y le dice que quiere un novio que la invite a salir en público. Nuevamente empoderada, nuevamente le cuenta una historia a Gabe, quien rechaza la idea pero le ofrece a Annie la oportunidad de escribir una reseña de un restaurante. |                  |            |                     |                                                           |                               |
| 2 | 2                | "Fecha"    | Carrie Brownstein   | Aidy Bryant y Alexandra Rushfield y Lindy West            | 15 de marzo de 2019           |
| A Annie se le asigna la tarea de escribir una reseña de un restaurante en un club de striptease y se siente fortalecida por su conversación con los empleados. Fran organiza una fiesta en honor de la primera "asignación real" de Annie, pero Gabe se resiste al producto final. Ryan intenta recuperar a Annie llevándola a una cita que sale mal. Annie habla con su madre sobre la necesidad de su madre de microgestionar a las personas en su vida. Annie pasa la noche en casa de Ryan, pero insiste en que no haya sexo. Conoce a la madre de Ryan por la mañana. La reseña de Annie se gana el respeto en la sala de redacción de The Thorn , pero también le granjea un troll. Fran pierde otra novia.                                                               |                  |            |                     |                                                           |                               |
| 3 | 3                | "Lápiz"    | Andy De Young       | David Rey                                                 | 15 de marzo de 2019           |
| El hermano de Fran, Lamar, lo visita desde Londres con regalos. Gabe organiza una fiesta para exhibir el arte de su novio y Annie invita a Ryan a acompañarla al espectáculo para su "segunda cita". En la fiesta, Annie le pide apoyo a Gabe para acabar con su troll, pero él cree que eso representa un "discurso". Ryan se olvida de la fiesta y un colega se burla de Annie por tener un "novio falso". Ella se va y va a casa de Ryan, donde se celebra una fiesta. Ella descubre que él se acuesta con otras mujeres. Devastada, regresa a casa, donde Lamar confiesa que está enamorado de Annie y los dos tienen relaciones sexuales. Lamar se va al día siguiente pero deja una linda nota adhesiva.                                                                  |                  |            |                     |                                                           |                               |
| 4 | 4                | "Piscina"  | Rey Shaka           | Samantha Irby                                             | 15 de marzo de 2019           |
| En un flashback de los años de juventud de Annie, su madre la anima a unirse a la familia en la piscina del hotel, pero Annie decide no hacerlo. Fran establece una zona de "No Ryan" en la casa. Annie cuenta otra historia sobre una fiesta en la piscina "inclusiva" para mujeres de talla grande que Gabe rechaza, pero Annie asiste de todos modos con Fran. Mientras Fran coquetea con una nueva novia, Annie pierde la noción del tiempo y se pierde el paseo en bicicleta. Gabe la humilla, insinuando que su peso le impide alcanzar el éxito. Enfurecida, Annie publica un artículo titulado "Hola, estoy gorda" en el sitio web de The Thorn . En otro flashback, Annie va sola a la piscina.                                                                        |                  |            |                     |                                                           |                               |
| 5 | 5                | "Artículo" | Gillian Robespierre | Juez verde                                                | 15 de marzo de 2019           |
| El artículo de Annie se vuelve viral y Gabe está enojado porque ella publicó sin su aprobación, pero está satisfecho con el tráfico del sitio web. Bonkers (el perro de Fran y Annie) come pastillas de hongos y Annie le pide a Ryan que cuide al perro. La visita de Annie para celebrar el pronóstico positivo de cáncer de su padre termina en una pelea familiar que la envía de regreso a casa y a los brazos de Ryan mientras ignora un compromiso que hizo con Amadi. |                  |            |                     |                                                           |                               |
| 6 | 6                | "Troll"    | Rey Shaka           | Craig DiGregorio                                          | 15 de marzo de 2019           |
| Annie publica otro artículo que se vuelve viral y Gabe escribe una refutación del artículo "Hola, estoy gorda" de Annie. Después de una discusión pública con él en la redacción de The Thorn , ella renuncia a su trabajo. Annie le pide ayuda a Amadi para cazar a su troll. Annie se reconcilia con su madre, quien luego hace una salida inesperada. Annie se enfrenta a su troll, "The Awesome". |                  |            |                     |                                                           |                               |

### Temporada 2 (2020)
| No. en general | No. en temporada | Título     | Dirigido por    | Escrito por                                    | Fecha de lanzamiento original |
| --- | ---------------- | ---------- | --------------- | ---------------------------------------------- | ----------------------------- |
| 7 | 1                | "Acampar"  | Rey Shaka       | Aidy Bryant                                    | 24 de enero de 2020           |
| Annie va a acampar con Ryan y sus compañeros de cuarto para escapar de la posible ira de su troll. Cuando regresan, Annie se entera de que su madre se fue de la ciudad inesperadamente y Fran estaba preocupada por la seguridad de Annie. Annie anuncia sus planes de convertirse en escritora independiente. |                  |            |                 |                                                |                               |
| 8 | 2                | "Kevin"    | Anna Dokoza     | Rob Klein y Hye Yun Park                       | 24 de enero de 2020           |
| La madre de Annie regresa, pero no aclara por qué fue a Vancouver. Annie se entera del ascenso de Amadi cuando regresa a recoger sus cosas a las oficinas de The Thorn . Emily le dice a Fran que Vic, su novia actual, está saliendo con otras personas. Annie entrevista a su troll para su primer artículo independiente, pero la publicación del blog recibe mínima atención. Fran está deprimida y Annie acepta ver la actuación de cabaret de Emily para animar a Fran.                                                             |                  |            |                 |                                                |                               |
| 9 | 3                | "Patinar"  | Rebeca Asher    | Tami Sagher                                    | 24 de enero de 2020           |
| La búsqueda de empleo de Annie no va a ninguna parte, pero exagera sus perspectivas ante sus amigos. Ruthie, la recepcionista de The Thorn , organiza una fiesta de cumpleaños con temática de los años 70 en la que Annie le pide a Gabe que le devuelva el trabajo y Ryan se une a los chicos de distribución de The Thorn . Ryan lleva a Annie a casa, donde le dice que la ama y acuerdan ser "asquerosos" juntos. |                  |            |                 |                                                |                               |
| 10 | 4                | "Fenómeno" | Aliado Pankiw   | Rob Klein y Clare O'Kane                       | 24 de enero de 2020           |
| Gabe le asigna a Annie la tarea de escribir "Freak of the Week" de The Thorn . Conoce a Cody, el nuevo editor del calendario, que es muy popular entre el personal. Ryan conoce a los padres de Annie en una cena incómoda. Fran tiene una cita en solitario. |                  |            |                 |                                                |                               |
| 11 | 5                | "Boda"     | Rey Shaka       | Salomón Jorge                                  | 24 de enero de 2020           |
| Annie y Fran se van de viaje a la boda de la prima de Fran, donde Fran se enfrenta a las expectativas de su tradicional madre nigeriana. Annie le dice a Lamar que ahora tiene una relación seria, pero luego se ven obligados a compartir la cama por la noche. |                  |            |                 |                                                |                               |
| 12 | 6                | "WAHAM"    | Natasha Lyonne  | Juez verde                                     | 24 de enero de 2020           |
| Annie asiste a una conferencia sobre empoderamiento de las mujeres donde conoce al orador principal que, a primera vista, parece ser una inspiración. Intenta tener una conversación honesta con su madre sobre su viaje improvisado. Ryan consigue un trabajo en The Thorn y Gabe es el mentor de Annie. |                  |            |                 |                                                |                               |
| 13 | 7                | "Salón"    | Oz Rodriguez    | Linda West                                     | 24 de enero de 2020           |
| Annie y Ryan tienen sexo en la oficina. Gabe invita a Annie a una de sus exclusivas reuniones en el salón. Fran planea una fiesta en su propio honor. Annie lleva a Ryan al salón donde él no encaja del todo y conoce a Nick, un ilustrador, quien le presenta a Sheila, la editora de The Thorn . Gabe acapara la atención en el salón, dejando a Sheila poco impresionada. Annie es "descubierta" por tener relaciones sexuales en la oficina y le dice a Ryan que se vaya solo a casa. Amadi descubre la historia de fondo de Ruthie. |                  |            |                 |                                                |                               |
| 14 | 8                | "HORA"     | Andrew De Young | Aidy Bryant y Alexandra Rushfield y Lindy West | 24 de enero de 2020           |
| Amadi imparte formación sobre acoso sexual al personal de The Thorn . Sheila invita a Annie a almorzar para recabar opiniones sobre las decisiones administrativas, pero Gabe aparece sin ser invitado y llaman a Annie debido a la última emergencia de salud de su padre. Annie finalmente descubre por qué se fue su madre. Fran Fest es un éxito, pero Ryan irrumpe en la fiesta para darle a Annie buenas noticias. Emily expresa sus sentimientos por Fran. Annie toma una decisión sobre su relación con Ryan.                     |                  |            |                 |                                                |                               |

### Temporada 3 (2021)
| No. en general | No. en temporada | Título      | Dirigido por      | Escrito por                                    | Fecha de lanzamiento original |
| --- | ---------------- | ----------- | ----------------- | ---------------------------------------------- | ----------------------------- |
| 15 | 1                | "Costillas" | Carrie Brownstein | Linda West                                     | 7 de mayo de 2021             |
| Annie tiene una cita con un hombre que tiene sus propias inseguridades. Amadi se ocupa de los problemas comerciales en La Espina . Emily y Fran se acercan más. Gabe vende sus memorias. Annie y Nick comienzan a coquetear. Fran trata con un cliente problemático. Annie se enfrenta a un médico fatofóbico. |                  |             |                   |                                                |                               |
| dieciséis | 2                | "Voluntad"  | Anu Valia         | Juez verde                                     | 7 de mayo de 2021             |
| El coqueteo de Annie y Nick continúa. Emily insta a Fran a considerar trabajar en un salón progresista. Amadi le organiza a Annie una cita a ciegas con su mejor amigo Will, que sufre incomodidad por ambos lados. Fran aparece en la televisión. |                  |             |                   |                                                |                               |
| 17 | 3                | "Retiro"    | Carrie Brownstein | Juez verde                                     | 7 de mayo de 2021             |
| El personal de Thorn asiste al retiro anual "Brain Camp" que, debido a recortes presupuestarios, se lleva a cabo en la oficina. Se publica el libro de Gabe. Fran hace amigos en el salón. Annie, Fran, Ruthie y Maureen disfrutan de una noche de chicas. Annie termina en la casa de Nick. |                  |             |                   |                                                |                               |
| 18 | 4                | "Rancheros" | Andrew De Young   | Rob Klein                                      | 7 de mayo de 2021             |
| Annie visita el rancho de un grupo de separatistas blancos para The Thorn . Emily y Fran intentan hacer una película porno. Annie le prepara la cena a Nick, pero cuando intenta entender sus señales contradictorias, él no puede ser honesto. Nota: Este episodio marca la última aparición en persona del perro Bonkers. |                  |             |                   |                                                |                               |
| 19 | 5                | "No"        | Anu Valia         | Salomón Jorge                                  | 7 de mayo de 2021             |
| La reacción al artículo de Annie sobre los separatistas blancos la hace caer en picada profesional. Emily quiere saber más sobre los antecedentes de Fran, por lo que Fran planea una experiencia cultural que finalmente le presenta a Emily a la madre de Fran. Annie recibe un duro consejo profesional que la lleva de regreso a Ryan, quien ha seguido adelante. |                  |             |                   |                                                |                               |
| 20 | 6                | "Lo siento" | Andrew De Young   | Hye Yun Park y Clare O'Kane                    | 7 de mayo de 2021             |
| La tarea de Annie de escribir un perfil sobre Gabe le da una idea de la historia de The Thorn . En la fiesta de cumpleaños de Amadi, Annie y Will tienen que hacer cuentas sobre su desastrosa cita a ciegas. El viaje de Fran y Emily a la casa de la infancia de Emily revela una historia familiar que Fran no esperaba. |                  |             |                   |                                                |                               |
| 21 | 7                | "Playa"     | Andrew De Young   | Aidy Bryant                                    | 7 de mayo de 2021             |
| Emily y Fran se van de vacaciones a la playa con Will y Annie, quienes han estado saliendo durante un mes pero aún no han tenido relaciones sexuales. El episodio retrocede a los años universitarios de Annie y Fran cuando Annie busca perder su virginidad y Fran enfrenta su auténtica sexualidad. Annie avanza en el calentamiento de Will. Emily y Fran deciden mudarse juntas. |                  |             |                   |                                                |                               |
| 22 | 8                | "Mover"     | Andrew De Young   | Aidy Bryant y Alexandra Rushfield y Lindy West | 7 de mayo de 2021             |
| Abundan los rumores sobre el futuro de The Thorn , por lo que Annie escribe un panegírico para el periódico. Annie y Will hablan por FaceTime con los padres de Annie, y Annie hace un anuncio sorprendente. Fran cambia de opinión sobre el progreso de su relación con Emily. Cuando la suerte de The Thorn da un giro positivo, Annie y Amadi forman un equipo creativo con Gabe. Cuando Annie ignora la petición de Will de tomarse las cosas con calma, los resultados son nefastos. Annie y Fran, solas de nuevo, deciden que tendrán que cambiar si quieren que sus vidas se abran al futuro. |                  |             |                   |                                                |                               |

## Producción

### Desarrollo
El 24 de abril de 2018, se anunció que Hulu estaba desarrollando una adaptación televisiva del libro de memorias de Lindy West, Shrill: Notes from a Loud Woman, con un piloto escrito por West, Ali Rushfield y Aidy Bryant de Saturday Night Live. Se esperaba que los productores ejecutivos incluyeran a Lorne Michaels, Andrew Singer, Elizabeth Banks y Max Handelman. Las compañías de producción involucradas con la serie estaban configuradas para consistir en Broadway Video y Brownstone Productions.
El 13 de junio de 2018, se informó que Hulu había ordenado la producción directamente a serie. El 1 de agosto de 2018, se confirmó la orden de la serie y se aclaró que sería para una primera temporada que constaría de seis episodios. Además, se anunció que el primer episodio de la serie sería dirigido por Jesse Peretz y el segundo por Carrie Brownstein. Además, Rushfield y West fueron añadidos como productores ejecutivos, Bryant como productora co-ejecutiva y Dannah Shinder como productora.
El 11 de diciembre de 2018, se anunció que la serie se estrenaría el 15 de marzo de 2019. El 15 de abril de 2019, se renovó la serie para una segunda temporada que se estrenó el 24 de enero de 2020. El 31 de marzo de 2020, se renovó la serie para una tercera temporada. El 27 de enero de 2021, Hulu anunció que la tercera temporada sería la última temporada.

### Casting
Junto con el anuncio inicial de desarrollo, se confirmó que Aidy Bryant protagonizaría la producción. Junto con la confirmación de la orden de la serie, se anunció que la serie co-protagonizaría Lolly Adefope, Luka Jones, Ian Owens y John Cameron Mitchell. El 5 de septiembre de 2018, se informó que Julia Sweeney había sido elegida para un papel protagonista.

### Fotografía
La fotografía principal para la primera temporada tuvo lugar desde la semana del 30 de julio de 2018 hasta la semana del 10 de septiembre de 2018, en Portland, Oregón. La segunda temporada comenzó a filmarse en julio de 2019 hasta la semana del 7 de septiembre de 2019, nuevamente en Portland.La filmación para la tercera temporada comenzó en octubre de 2020 y terminó el 26 de diciembre de 2020, debido a la pandemia de COVID-19 en curso. Coincidentemente, comenzó a filmarse alrededor del momento en que Bryant regresó para su novena temporada en Saturday Night Live, por lo que se tomó un tiempo libre de SNL para filmar la temporada (apareció en el primer episodio de la temporada y apareció una vez en un segmento pregrabado en el tercer episodio, durante la primera mitad de la temporada).

## Recepción

### Respuesta crítica
En el sitio web agregador de reseñas Rotten Tomatoes, la primera temporada tiene una calificación de aprobación del 93% basada en 54 reseñas, con una calificación promedio de 7.91/10. El consenso crítico del sitio web dice: "El agudo comentario social y la actuación destacada de Aidy Bryant ayudan a Shrill a superar sus sensibilidades cómicas familiares para crear un espectáculo que demuestra que la aceptación de uno mismo no es de talla única".En Metacritic, la primera temporada tiene una puntuación de 74 sobre 100, basada en reseñas de 27 críticos, lo que indica "reseñas generalmente favorables".
Kelly Lawler de USA Today dio a la serie una crítica positiva, llamándola una "representación auténtica y sin titubeos de una mujer gorda en el mundo moderno" y reconociendo que "supera la positividad y apunta a la aceptación de la gordura". Linda Holmes, de Pop Culture Happy Hour, quien es de talla grande, aplaudió a los escritores por darle a la protagonista las mejores líneas, en lugar de dárselas a personajes secundarios o de apoyo. Holmes escribe: "verla interpretar un material tan sólido es un placer".
The Washington Post dio al programa una crítica más negativa, escribiendo, "Shrill es principalmente otro programa que quiere burlarse mientras también hace puntos esencialmente indiscutibles sobre los modales modernos". Robyn Bahr de The Hollywood Reporter criticó la serie, comenzando con: "Advertencia: una mujer gorda ha escrito esta reseña" y luego afirmando que el programa "no es tan afilado como debería ser". También criticó la escritura del programa, diciendo: "sus relaciones están demasiado poco desarrolladas como para invertir emocionalmente en ellas". Verne Gay de Newsday también criticó la serie, escribiendo, "Shrill con demasiada frecuencia se siente más como un tropo extendido que como una serie completamente desarrollada".

## Premios
| Año  | Otorgar                         | Categoría                                           | Nominado(s)                      | Resultado | Árbitro. |
| ---- | ------------------------------- | --------------------------------------------------- | -------------------------------- | --------- | -------- |
| 2020 | Premios Artios                  | Piloto de televisión y comedia de primera temporada | Collin Daniel y Brett Greenstein | Nominado  |          |
| 2020 | Premios de imagen NAACP         | Mejor dirección en una serie de comedia             | Shaka King (para "piscina")      | Nominado  |          |
| 2021 | Premios Emmy en horario estelar | Mejor actriz principal en una serie de comedia      | Aidy Bryant                      | Nominado  |          |
| 2022 | Premios GLAAD de Medios         | Mejor serie de comedia                              | Estridente                       | Nominado  |          |